# Marketing analitico
Il marketing analitico consiste in un insieme di tecniche e metodologie volte ad analizzare il mercato con metodi quantitativi (e in qualche misura dunque oggettivi), nella sua accezione più larga (dei clienti finali, o degli intermediari, ecc.) per mappare i desideri del cliente, o i suoi comportamenti, e per conoscere gli ambiti di mercato già eventualmente occupati dai rivali diretti e indiretti.
Il marketing analitico rappresenta dunque una della fasi di acquisizione della conoscenza, nell'ambito dei più generali processi di marketing.
La scelta di posizionamento d'offerta dell'impresa si compone di due elementi: un'analisi della concorrenza diretta o indiretta, esistente o potenziale, di mercato (ottica supply-based) e un'analisi della domanda al fine di costruire l'offerta in modo più adeguato alle esigenze della clientela (ottica demand-based).

## Concorrenza
Per definire i confini dell'agone competitivo, è necessario cogliere l'esistenza di una serie di omogeneità tra le diverse imprese, sapendo che quanto più numerose ed importanti risultano essere tali omogeneità, tanto più due imprese condivideranno lo stesso territorio competitivo:
- omogeneità di natura tecnologica (tecnologie produttive di prodotto e processo impiegati dai soggetti-impresa);
- omogeneità di natura commerciale (tipologia dei processi di marketing e vendita legali allo specifico prodotto o servizio);
- omogeneità legate alla soddisfazione di uno stesso bisogno del consumatore, sia intermedio che finale;
- omogeneità legate ai materiali utilizzati nei processi produttivi, cioè componenti e semilavorati, per ciò che concerne i prodotti, o delle competenze intellettuali e professionali, per ciò che riguarda i servizi.

## Indici di concentrazione
Un'analisi della struttura del settore fa riferimento al suo grado di concentrazione, vale a dire il numero di imprese operanti nel settore e, quindi, il potere di mercato che questi detengono.
Un primo indicatore del potere di mercato dell'impresa può essere dedotto dalla sua quota di mercato, che può essere:
- quota di mercato assoluta: definita come il rapporto tra il fatturato dell'impresa e il fatturato totale delle imprese appartenenti al dato settore;
- quota di mercato relativa: espressione del rapporto tra il fatturato dell'impresa e il fatturato della maggiore impresa concorrente.

Un altro strumento che permette di misurare con semplicità la concentrazione del mercato è rappresentato dalla curva di Lorenz. Essa pone in relazione sull'asse delle ascisse la percentuale cumulata del numero delle imprese e, sull'asse delle ordinate, la percentuale cumulata delle vendite (cioè la quota di mercato). Perciò, quando il settore sarà poco concentrato la curva tenderà ad avvicinarsi alla retta di equistribuzione, mentre nel caso opposto tenderà ad avvicinarsi alla retta di ABC.

## Prospettiva dinamica del settore
I confini del settore non costituiscono una difesa intoccabile, né tanto meno sono immutabili: al contrario, essi sono oggi caratterizzati da uno spiccato dinamismo legato a vari fenomeni come la convergenza settoriale, l'ipercompetizione e la globalizzazione di vasti ambiti dell'economia. La visione allargata del settore comporta l'analisi di cinque forze competitive, di cui quattro esterne ed una interna, secondo il noto modello della concorrenza allargata proposto da Porter: concorrenti, potenziali entranti, fornitori, clienti e prodotti sostitutivi.
Il tenore competitivo dipenderà allora alle relazioni in atto con i mercati di fornitura e di sbocco, che influenzeranno il settore in relazione all'intensità dei poteri contrattuali relativi dei fornitori e dei clienti; dalla pressione competitiva che possono esercitare i concorrenti potenziali, la cui entrata nell'agone è frenata da barriere di natura finanziaria, commerciale, produttiva, istituzionale/legislativa che potranno comunque essere aggirate, presto o tardi; dall'esistenza di prodotti o servizi succedanei o perfetti sostituti, che competono con gli attori del settore in parola per la soddisfazione di un medesimo bisogno da parte della domanda.